# Rio Pelhe
O rio Pelhe, afluente do rio Ave, é um rio português. Nasce na freguesia de Portela, concelho de Vila Nova de Famalicão. Atravessa o Parque da Devesa, passando por várias freguesias: Portela, Telhado, Vale de São Cosme, Gavião, Antas, Calendário, Esmeriz e desagua na freguesia de Lousado. Tem cerca de 20 km de extensão.
É seu afluente o ribeiro de Talvai, que atravessa Vila Nova de Famalicão, desaguando no Pelhe em pleno Parque da Devesa, perto da Central de Camionagem.

## Poluição
O rio sofre de problemas crónicos de poluição. Em setembro de 2019 e abril de 2020, descargas ilegais de águas residuais deram uma coloração vermelha ao rio, tendo a situação sido denunciada pelo PAN.